# 肖旭
肖旭（Struggle，1987年6月13日—），中國情景喜劇小品演員，出生于中国黑龙江省齐齐哈尔市。畢業于大连艺术学院。担任《爱笑会议室》队长，《我们都爱笑》的爱笑兄妹之一，担當《我们都爱笑》中爱笑镜子屋环节的主角。